# Barbara FitzRoy
Barbara FitzRoy, também conhecida como Benedita (Cleveland House, 16 de julho de 1672 – Priorado de São Nicolau, 6 de maio de 1737) foi a filha mais jovem de Barbara Palmer, 1.ª Duquesa de Cleveland, Condessa de Castlemaine. Apesar de ter sido reconhecida por Carlos II como sua filha, provavelmente FitzRoy era filha de John Churchill, mais tarde Duque de Marlborough, um amante e primo de terceiro grau de sua mãe.
Em março de 1691, Barbara deu à luz um filho ilegítimo, Charles Hamilton; o pai era o Conde de Arran, cujos pais se opuseram ao relacionamento dos dois. Charles acabaria sendo educado pela mãe de Barbara, a Duquesa de Cleveland. Subseqüentemente, tornou-se freira de um convento francês, usando o nome de Benedita. Tornou-se uma prioresa no Convento de São Nicolau, em Pontoise.